# Le Petit Journal (Tarn-et-Garonne)
 (16 février 2019).
 (septembre 2024).
Si vous disposez d'ouvrages ou d'articles de référence ou si vous connaissez des sites web de qualité traitant du thème abordé ici, merci de compléter l'article en donnant les références utiles à sa vérifiabilité et en les liant à la section « Notes et références ».
Pour les articles homonymes, voir Le Petit Journal.
Basé dans le département de Tarn-et-Garonne, le groupe Le Petit Journal est un groupe de presse écrite implanté dans 11 départements du Sud-Ouest de la France et comptant 12 éditions (Ariège, Aude, Aveyron, Comminges, Gers, Hautes-Pyrénées, Hérault, Lot, Lot-et-Garonne, Pyrénées-Orientales, Toulouse - Lauragais et  Tarn-et-Garonne).
Le Petit Journal compte 2 240 points de vente et plus de 650 correspondants.
Il est habilité à publier des annonces légales dans 10 départements.

## Histoire
Né le 1er avril 1989 en Tarn-et-Garonne, il fut d’abord un hebdomadaire gratuit d’informations, devenant payant en 1999 avant de passer bi-hebdo, tri-hebdo et finalement quotidien en 2002 ; il revient cependant à une formule tri-hebdomadaire en 2015. Il s’est implanté dans les départements limitrophes du Tarn-et-Garonne pour couvrir 11 départements du Sud-Ouest.

## Contenu
L’information délivrée par le Petit Journal est principalement locale mais aussi régionale, nationale et - dans une moindre mesure - internationale, et traite de nouvelles couvrant différents secteurs : économique, politique, culturel, judiciaire, etc.

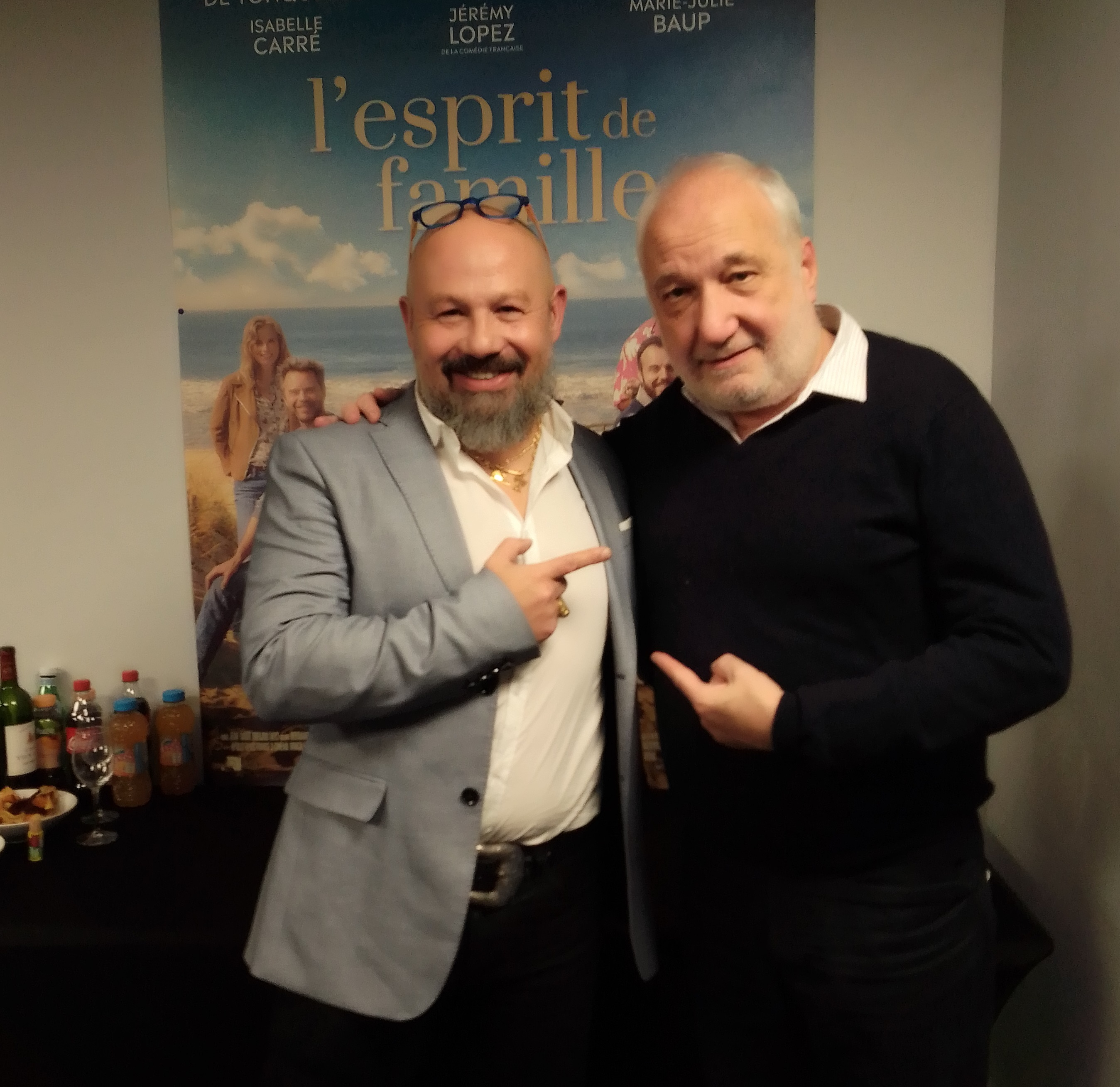
Vladimir Max (chroniqueur), à gauche, avec François Berléand (comédien)

Le groupe Le Petit Journal diffuse à l'occasion des interviews de personnalités. En 2010 et 2011, Le Petit Journal a notamment diffusé les interviews d'une dizaine de membres du gouvernement français, dont Christine Lagarde, Xavier Bertrand, Valérie Pécresse, Nathalie Kosciusko-Morizet, ou encore du Commissaire européenne à l'agriculture. Le 8 octobre 2011, Le Petit Journal publie la dernière interview de François Hollande avant le 1er tour des primaires socialistes.

## Partenariat
Le Petit Journal est partenaire de Aday (anciennement EDD), qui alimente les fournisseurs de panoramas et revues de presse du marché professionnel français. Les interviews et les articles publiés dans Le Petit Journal sont donc mis à la disposition des journalistes, institutions, entreprises et leaders d’opinion français que Aday compte parmi ses utilisateurs.

## Positionnement
Dans la région Midi-Pyrénées, le groupe Le Petit Journal est le principal concurrent du groupe La Dépêche du Midi, propriété du Président national du Parti Radical de Gauche, Jean-Michel Baylet.